# Coleophoma empetri
Coleophoma empetri är en svampart som först beskrevs av Emil Rostrup, och fick sitt nu gällande namn av Franz Petrak 1929. Coleophoma empetri ingår i släktet Coleophoma, divisionen sporsäcksvampar och riket svampar.   Inga underarter finns listade i Catalogue of Life.